# Myriopholis burii
Espèce
Synonymes
- Glauconia burii Boulenger, 1905
- Leptotyphlops burii (Boulenger, 1905)

Statut de conservation UICN

 DD  : Données insuffisantes
Myriopholis burii est une espèce de serpents de la famille des Leptotyphlopidae.

## Répartition
Cette espèce se rencontre de 1 350 à 1 460 m d'altitude en Arabie saoudite et au Yémen.	

## Étymologie
Cette espèce a été nommée en l'honneur de George Wyman Bury (1874–1920).

## Publication originale
- Boulenger, 1905 : Descriptions of Three new Snakes discovered in South Arabia by Mr. G. W. Bury. Annals and Magazine of Natural History, sér. 7, vol. 16, p. 178-180 (texte intégral).